# Вениамин (Агальцов)
Епи́скоп Вениами́н (в миру Васи́лий Фёдорович Агальцов, Агольцов или Агальцев; 1882, хутор Агальцы, Московская губерния — 12 июля 1962, Клинцы, Брянская область) — епископ Древлеправославной Церкви Христовой (ныне РПСЦ), епископ Клинцовско-Новозыбковский.

## Биография
Родился в 1882 году в крестьянской старообрядческой семье. Получил традиционное для этой среды домашнее образование.
В 1929 году епископом Калужско-Смоленским Саввой (Ананьевым) был рукоположен в сан священника с назначением на приход Введенский церкви деревни Рябинки Калужской губернии, где он прослужил до закрытия храма в 1937 году. После закрытия храма некоторое время работал в местном колхозе.
Принял монашество. В 1945 году, получив временную прописку в Москве, начал служить в Покровском кафедральном соборе на Рогожском кладбище. Секретарь Московской Старообрядческой Архиепископии Галина Мариничева оставила о нём следующие воспоминания:

Московские прихожане хорошо знали священноинока Вениамина и почитали его как неустанного молитвенника, постоянно помогающего немногочисленному московскому духовенству в их трудах. Мне он запомнился как человек «не от мира сего» — настолько поражала меня его удивительная кротость, его постоянная готовность помочь в каждодневных богослужениях и требах Московской общины, его безотказность отслужить несколько дней подряд Литургии, съездить в любое время дня и ночи по вызову к больному, исполнить другие просьбы и поручения как архипастырей, так и рядового московского духовенства… Жил он, будучи священноиноком, в помещении Архиепископии на паперти единоверческого храма в кухонном отделении, но никогда и ни на что не жаловался.

11 августа  1946 года священноинок Вениамин был рукоположен во епископа Киево-Винницкого. Хиротонию совершили: архиепископ Иринарх (Парфенов) и епископом Ярославский и Костромской Геронтий (Лакомкин). Переехал в Винницу (Украина). Ему удалось объединить под омофором Московской архиепископии бывшие противоокружнические приходы, а также приходы, возникшие или восстановившиеся в годы немецкой оккупации.
При участии своего ближайшего окружения епископ Вениамин в октябре 1949 года вступил в конфликт с общиной Винницы, необоснованно запретив настоятеля, священника Петра Кобзина. В 1950 года он самовольно снял с себя управление епархией, а 10 августа выписался из Винницы и уехал. Некоторое время проживал в Рябиках у родственников. Признав ошибки, допущенные при управлении, решением Совета архиепископии от 28 июля 1950 года был «оставлен понести на неопределенное время епитимию запрещения до исправления в подвигах молитвы» под надзором протоиерея Петра Михеева (Церковь Троицы Живоначальной в селе Шувое Московская области). При этом, согласно решению совета архиепископии, за ним было сохранено денежное жалование. 26 февраля 1952 года епитимья была снята. Получил благословение архиерейского собора и архиепископа Иринарха временно служить в Шувое.
17 марта 1954 года решением Совета архиепископии был назначен на вновь учреждённую Клинцовско-Новозыбковскую епархию, в состав которой вошли Клинцы, Новозыбков, Святск Брянской области, деревня Малая Липка Смоленской области, Добрянка Черниговской области, Гомель.
В старообрядческом церковном календаре на 1955 год упомянут как член Совета старообрядческой Архиепископии.
Скончался 12 июля 1962 в Клинцах после тяжёлой продолжительной болезни в окружении близких. Погребён на Клинцовском городском кладбище. Рядом с его могилой расположены могилы Флавиана (Разуваева) и Иоасафа (Карпова).